# Павловский, Леонид Викторович
Леони́д Ви́кторович Па́вловский (род. 29 мая 1949, Краснотурьинск, Свердловская область) — советский хоккеист (хоккей с мячом и хоккей на траве), защитник, тренер. Бронзовый призёр летних Олимпийских игр 1980 года.

## Биография

### Ранние годы и учёба
Леонид Павловский родился 29 мая 1949 года в городе Краснотурьинск Свердловской области.
В 1964—1967 годах учился в Краснотурьинском индустриальном техникуме. После его окончания работал электриком на Богословском алюминиевом заводе. В 1970—1975 годах учился на заочном отделении Свердловского института народного хозяйства.

### Игровая карьера
Первоначально занимался хоккеем с мячом. Выступал за «Маяк» из Краснотурьинска, который возглавлял будущий старший тренер сборной СССР по хоккею на траве Эдуард Айрих. В 1968—1978 годах защищал цвета свердловского СКА, в его составе провёл 186 матчей в чемпионате страны, забил 3 мяча. Дважды становился чемпионом СССР (1971, 1974), в 1975 году выиграл Кубок европейских чемпионов. Также играл за сборную СССР.
В хоккее на траве в 1969—1983 годах выступал за свердловский СКА, был капитаном команды. Был чемпионом СССР (1980), четырежды — серебряным призёром (1977—1979, 1981), один раз — бронзовым (1972). В 1981 году стал серебряным призёром Кубка европейских чемпионов. 14 раз, чаще любого другого игрока, входил в число 22 лучших хоккеистов сезона, 8 раз признавался лучшим защитником СССР. В 1979 году в составе сборной РСФСР завоевал серебряную медаль хоккейного турнира летней Спартакиады народов СССР.
Выступал за сборную СССР по хоккею на траве, был её капитаном.
В 1980 году вошёл в состав сборной СССР по хоккею на траве на летних Олимпийских играх в Москве и завоевал бронзовую медаль. Играл на позиции защитника, провёл 5 матчей, забил 1 мяч в ворота сборной Кубы.
В 1981 году завоевал золотую медаль Межконтинентального кубка. В 1984 году стал бронзовым призёром соревнований «Дружба-84».
Действовал на позиции чистильщика (последнего защитника), обладал позиционным чутьём.

### Тренерская карьера
Параллельно игровой карьере стал тренером: ещё в 1968 году, после того как был призван на срочную армейскую службу, Павловский был назначен тренером команды свердловского СКА по хоккею на траве.
На клубном уровне со свердловским/екатеринбургским СКА / «Звездой» / «Динамо» / «Динамо-ВИЗ» / «Динамо-Строителем» восемь раз выигрывал чемпионат страны (1992, 1994, 1997—2002), десять раз — серебряные медали (1982—1985, 1987—1988, 1990, 1993, 1995—1996), три раза — бронзовые (1986, 1989, 1991). Девять раз выигрывал Кубок страны (1988—1989, 1991—1994, 1996—1998). В 1998 году довёл екатеринбуржцев до финала Кубка европейских чемпионов. Тринадцать раз выигрывал чемпионат России по индорхоккею (1994—2005, 2008), три раза — Кубок европейских чемпионов (1997—1999).
Возглавлял сборную СССР на чемпионате мира 1986 года (4-е место), летних Олимпийских играх 1988 года (7-е место), сборную Объединённой команды на летних Олимпийских играх 1992 года (10-е место). Привёл сборную России по индорхоккею к золотым медалям чемпионата Европы 2008 года, проходившего в Екатеринбурге, и бронзовым медалям чемпионата мира 2002 года, разыгранного в Вене.

### Награды
Мастер спорта СССР по хоккею с мячом (1970). Первый мастер спорта СССР в истории Свердловской области. Мастер спорта СССР международного класса по хоккею на траве. Заслуженный тренер РСФСР по хоккею на траве (1989). Награжден почётным знаком «За заслуги в развитии олимпийского движения».